# Ануров, Александр Герасимович
Александр Герасимович Ануров (настоящая фамилия — Онуров; 21 апреля 1914, Константиновка, Екатеринославская губерния (ныне Донецкой области, Украина) — 3 октября 1995, Киев) — украинский и советский актёр театра и кино. Народный артист Украинской ССР (1976).

## Биография
В 1929—1932 гг. обучался на театральном отделении Киевского художественного института, после окончания 3-го курса поступил на работу во Вседонецкий музыкально-драматический театр в г. Мариуполе (1933—1934 — в Константиновке, в 1934—1936 — в Сталино).
В 1936—1939 гг. служил в РККА.
Позже, актёр театров Донецка, Одессы, Винницы, Москвы, Киева.
В 1939—1942 — Центральный театр Красной Армии (г. Москва);
В 1942—1944 — Театр Красной Армии Юго-Западного фронта (Воронеж);
1943—1944 — Театр Красной Армии Забайкальского фронта (Чита);
1944—1953 — Одесский театр Советской Армии при Одесском военном округе (ныне — Львовский драматический театр имени Леси Украинки);
В 1953—1995 — актёр Киевского государственного русского драматического театра им. Леси Украинки (ныне Национальный академический драматический театр имени Леси Украинки).
Сыграл на театральной сцене 68 ролей. Стиль игры А. Анурова отличался сдержанностью и благородной простотой в сочетании с романтическим темпераментом. На сцене он всегда был собранным, добросовестным, внимательным к партнёрам.

## Избранные роли в театре
- Давид Васильев «Давным-давно» Александра Гладкова, 1955,
- Солёный — «Три сестры» А. Чехова, 1955,
- «Деревья умирают стоя» Алехандро Касоны, 1956,
- Беркут — «Деньги» Анатолия Софронова, 1956,
- Джонатан — «В пуще» Леси Украинский, 1957,
- Ружевский — «Соло на флейте» Ивана Микитенко, 1959,
- Серебряков — «Дядя Ваня» Чехова, 1960,
- Орёл — «Нас где-то ждут» Алексея Арбузова, 1963,
- Лагунов — «Иду на грозу» Даниила Гранина, 1963,
- Клещ — «На дне» Максима Горького, 1963,
- Николай Жученко — «Киевский тетрадь» Вадима Собко, 1963,
- Трофим — «Чти отца своего» Виктора Лаврентьева, 1964,
- Альба — «Дон Карлос» Фридриха Шиллера, 1965,
- Коваленко — «Далекие окна» Вадима Собко, 1967,
- Александр Машков — «Традиционный сбор» Виктора Розова, 1967,
- Лихобор — «Второе свидание» Собко, 1972,
- Доктор Макаров — «Варвары» Максима Горького, 1974,
- Прохор — «Генерал Ватутин», Любомира Дмитерко, 1974 и другие.

## Избранная фильмография
- 1956 — Полюшко-поле — Александр Григорьевич Савицкий, главный агроном
- 1957 — Правда — Дзержинский
- 1958 — Ч. П. — Чрезвычайное происшествие — Леонид Петрович Калугин
- 1958 — Флаги на башнях — Воргунов Пётр Петрович
- 1958 — Простая вещь — Соболевский
- 1958 — Огненный мост — Геннадий
- 1960 — Спасите наши души — водитель Билл
- 1960 — Кровь людская — не водица — Симон Петлюра
- 1960 — Крепость на колёсах — капитан Бондаренко
- 1961 — С днём рождения — главный инженер
- 1962 — Последние
- 1964 — Звезда балета — Григорий Макарович
- 1965 — Хочу верить
- 1968 — Разведчики — полковник Клим Петрович;
- 1968 — Гольфстрим — эпизод.
- 1968 — Ивасик-телесик (короткометражный)
- 1970 — Путь к сердцу —  Фёдор Фёдорович, член ученого совета
- 1971 — Где вы, рыцари? — профессор
- 1972 — Семнадцатый трансатлантический — эпизод
- 1972 — Познай себя — профессор
- 1973 — Дума о Ковпаке: Набат
- 1973 — Не пройдёт и года… — инженер
- 1974 — Трудные этажи (ТВ)
- 1975 — Дума о Ковпаке: Буран
- 1975 — Рождённая революцией — главный бухгалтер завода Андрей Андреевич Егоров
- 1975 — Шесть дней…
- 1976 — Дума о Ковпаке: Карпаты, Карпаты… — Василий Петрович Гурин
- 1978 — Хозяйка (фильм-спектакль)
- 1979 — Скрытая работа — Травушкин
- 1981 — Женщины шутят всерьёз — учитель истории Иван Платонович
- 1982 — Грачи — эпизод
- 1982 — Нежность к ревущему зверю (ТВ) — представитель министерства Владимир Иванович
- 1982 — Полигон — инженер Бочкарев
- 1992 — О безумной любви, снайпере и космонавте

## Награды
- Орден «Знак Почёта» (1967)
- 26 медалей СССР
- Народный артист УССР (1976)